# カムイ伝
『カムイ伝』（カムイでん）は、白土三平による日本の長編劇画。1964年から1971年まで『月刊漫画ガロ』に連載された。連載中、『週刊少年サンデー』（小学館）に『カムイ外伝』を不定期連載している。1982年から1987年まで『ビッグコミック』（小学館）誌上に『カムイ外伝 第二部』を連載、そして同誌上に1988年から2000年まで『カムイ伝 第二部』が発表された。構想されていたとされる『カムイ伝 第三部』は作者の死去によりついに発表はされなかった。『カムイ外伝』は別項目を参照。2021年10月時点で「カムイ伝」シリーズの累計発行部数は1500万部を突破している。

## 作品内容
江戸時代の様々な階級の人間の視点から重層的に紡ぎ上げられた物語となっている。名脇役が数多く登場する壮大なスケールのこの物語は、1964年の連載開始から50年以上経過しながらも完結を果たせずに作者は亡くなった。白土自身の漫画家生活の大半をこの作品に費やしたことから、白土のライフワークとも言われる。

### 第一部
発表
『月刊漫画ガロ』1964年12月号から1971年7月号までの全74回
単行本
1967年：ゴールデンコミックス『カムイ伝』全21巻
1979年：旧小学館文庫『カムイ伝』全15巻
1982年：小学館豪華愛蔵版『カムイ伝』全4巻
1988年：小学館叢書『カムイ伝』全15巻
1995年：小学館文庫『カムイ伝』全15巻
2005年：ビッグコミックススペシャル『カムイ伝全集[第一部]』全15巻
「カムイ」とは主人公である忍者、およびサブストーリーとして語られる狼の名前である。主にカムイ（非人）、正助（農民）、竜之進（武士）という三者三様の若者を中心に物語は展開されてゆくが、非人のカムイは物語の進展にともない傍観者的になり、農民の正助が物語の中心になっていく。江戸時代初頭の架空の藩を舞台に展開され、主人公もまた架空の人物である。百姓道具の発案を作中の架空の人物にさせていることや、作品の発表された時代背景により「穢多」「非人」身分を全て「非人」に統一しているなど、フィクション的要素も多い。旧来の漫画にはみられない様々な群像が入り乱れる骨太のストーリーが高く評価され、時代小説に比しても遜色ない漫画路線の礎を築いたとされる。それは「ヴィジュアルは映画を凌ぎ、ストーリーは小説を越えた」というかつてのキャッチコピーにもみて取れる。
白土はこの作品連載のために「赤目プロダクション」を設立。『カムイ伝』前半のペン入れを小島剛夕が、後半のペン入れを白土の弟である岡本鉄二がそれぞれ担当した。物語中盤において画風に少し変化が感じられるのはそのためである（明確ではないが、全15巻型単行本では第10巻第四章辺りから）。作品の最後に『カムイ伝』は全三部作であると述べられるが、これは当初から決まっていたことである。

### 第二部
発表
『ビッグコミック』1988年5月10日号から2000年4月10日号までの全168回
単行本
1989年：ゴールデンコミックス『カムイ伝[第二部]』全22巻※連載の途中までを収録
1999年：ビッグコミックスワイド『カムイ伝[第二部]』全10巻※ゴールデンコミックス第20巻までの内容
2006年：ビッグコミックススペシャル『カムイ伝全集[第二部]』全12巻
基本的に第一部の続きの世界を描いている。ただし、第一部と作中の年号がかぶっていることなど、一部矛盾する点もある。第二部においては、藩の場所をある程度の地域に定めており、歴史上の人物を多く中心においた構造になっている。また、作品に執筆当時の時代の風潮を大きく取り入れる作者であるとされ、例えばマルクス主義に対する時代の評価などが、第一部と第二部の間に大きく変化をもたらしているとの見方もある。
第二部においては岡本鉄二が一貫して作画を行なっており、作画者としてもクレジットされている。なお、「カムイ伝 第二部』は連載中に完結しておらず、単行本（二種）も最後まで収録されないまま続刊の発行を中止。2006年発行の単行本『カムイ伝全集[第二部]』第12巻に初めて連載分の最後まで全てが収録され、さらにラストの5枚が追加され完結となった。

### 第三部
構想は進んでいるが、発表は未定。
2021年に白土が死去した為、事実上の未完となった。

## 登場人物（第一部）
カムイ（弟）
物語序盤の主人公。身分上最下層とされる「夙谷」（しゅくだに）と呼ばれる非人部落の出身だが、物乞いに甘んじる部落の連中を嫌って、自由と誇りを求め単身で生きようとする。百姓小頭たちによって非人の子供が殺され、復讐のため立ち上がったが、あっけなく捕らわれ斬首の刑に処せられた。
カムイ（兄）
死んだはずのカムイが再び姿を現したことで、カムイに双子の兄がいることが判明する。以後、兄カムイがシリーズを通しての主人公となる。容姿は弟カムイと瓜二つで、弟に比べ冷静沈着。喧騒を嫌い、特に騒がしい女を毛嫌いしている節がある。強くなることが唯一の自由だと信じ、その信念が自らを忍の道へと導く。類まれな身体能力と洞察力で数々の秘術を体得し、忍者としての才能を開花させた。ときに鏡 隼人（かがみ はやと）という美剣士に変装することもある。
正助（しょうすけ）
花巻村の下人の出身で、カムイの姉であるナナ（非人）の夫となる。また、自身も父が下人で母は非人という生い立ちである。勤勉で利口な上、慈悲深い性格から仲間内の信頼が厚い。のちに本百姓となり農民の生産力を高め、全ての百姓・非人の生活経済を向上させ平等な世界を築こうと人々を導く。第一部において中心となる人物。
草加 竜之進（くさか りゅうのしん）
日置藩の次席家老の嫡子。若くして剣の腕が立ち、周囲から前途有望と目されていたが、橘軍太夫との勢力争いに巻き込まれ負傷。さらに家老である父・草加勘兵衛が失脚、一門すべて殲滅され失意に堕ちる。父の遺言に従い自らは脱藩し、浪人の身となり復讐の機を狙うが失敗した。そして一角とともに非人に身をやつす。ここで苔丸に出会い、さまざまな矛盾に目覚め成長していく。

### 日置藩武士
笹 一角（ささ いっかく）
日置藩剣法指南役で竜之進の師匠。道場破りに来た水無月右近に勝負で負け、剣客としての誇りを失い脱藩。露木鉄山（剣豪）のもとで修行を積み、右近への復讐を誓っていたが、橘軍太夫の策により弟の笹兵庫が切腹したことを知り、一門の復讐を果たすべく武士の本能に目覚めた。
橘 軍太夫（たちばな ぐんだゆう）
日置藩の目付役。野心家で藩の実権を握ろうと企んでおり、ことあるごとに領主に甘言を弄する。都合の悪い相手に対して徹底的に排他的な行動を取る、謀略に長けた男。竜之進や一角たちの仇役。三角を嫌っているが、上下関係を理解しているので表面上は従っているフリをしている。日置藩改易後、元藩士らに切腹するよう要求され自害。
橘 一馬（たちばな かずま）
橘軍太夫の嫡子。若いころ、竜之進に試合で負け、さらにカムイに右足を切断されて以来、堕落の一途をたどっていたが、叔父の橘玄蕃とカサグレの荒療治で魔剣・無人流の使い手となる。日置藩の改易と軍太夫の死をきっかけに浪人の身となった。
三角 重太夫（みすみ じゅうだゆう）
日置藩城代家老。橘軍太夫と地位権力を争う。徹底した現実主義者で、利益のある方に転ぶ。橘軍太夫よりは長期的な視野を持ち、農民に対しては多少の理解があり、正助を高く評価しているが、上下関係はしっかりと示すべきとの価値観を持つ。日置弾正の死後、隣領望月藩から養子に入って新藩主になった若君に藩の秘密を明かし、無礼討ちにあう。
橘 玄蕃（たちばな げんば）
橘軍太夫の実弟。無人流（むにりゅう）と呼ばれる魔剣の使い手で、初見の時に竜之進に決闘を申し出るも、カムイの邪魔が入り返り討ちにされた。軍太夫の懐刀として悪行を繰り返す残忍な男。日置藩の秘密を探るため手風に挑むが、返り討ちにあい顔を焼かれる。後に一馬とともに竜之進に挑むが敗れて両足を切断される。
日置 弾正（ひおき だんじょう）
日置藩領主。暗愚で軍太夫の甘言に乗り、藩の重鎮である草加一門を殲滅させるなど失政を重ねているが、徳川家康の出生の秘密を握っているので幕府も手が出せない。
草加 十兵衛（くさか じゅうべえ）
草加勘兵衛の従兄。草加一門の討伐隊に加わるが、実は勘兵衛の頼みで放浪中の竜之進を援助するため裏切ったふりをしていた。後、事情を知らぬ竜之進に討たれる。
宝 監物（たから けんもつ）
日置藩江戸家老。三角重太夫と共に藩の秘密を握る。日置藩改易の際に切腹の沙汰が下るが、その前に自ら腹を切った。

### 浪人
水無月 右近（みなづき うこん）
浪人剣士。道場破りにおいて一角を倒すほどの剣客。非人頭の横目に挑まれ、左足を切断された。己の誇りをかけ強い相手を探しながら旅を続けていたが、武士の生きざまに疑問を覚え刀を捨てる。アテナに想いを寄せている。
露木 鉄山（つゆき てつざん）
剣豪。未熟だったカムイに剣術を教えた最初の師匠。大きな秘密を知る忍者を斬ったことで、自身もまた大きな秘密を知る事件に関わった人物として忍者衆に斬られ最期を遂げた。
アテナ
露木鉄山の娘で、薙刀の名手。笹一角に想いを寄せており、仇討ちに燃える一角の後を追うようになる。父の死後は青木鉄人（剣豪）のもとに身を寄せていたが、そのうち水無月右近や松林剣風と行動をともにする。一角の死後は仏門に入り尼となった。
松林 剣風（まつばやし けんぷう）
松林蝙也斎の実弟で、天下一の抜刀術使い。無益な闘いを避ける賢明な男。竜之進が代官になっている時に刀を捨て百姓暮らしになる。
堂面 六左（どうめん ろくさ）
元島津藩士。不見流を遣う剣士。浪人して後、困窮していたところを日置藩江戸家老の宝監物に腕を買われ日置藩士となる。笹一角と対峙し、一角の右手の親指を切り落とす。
青木 鉄人（あおき てつじん）
アテナを養子にした老道場主で剣豪として名高い。道場にはアテナや竜之進が稽古をした他、カムイも下働きをしていたことがある。この時アテナの薙刀をヒントに鍛錬したカムイは、見たものは必ず死ぬと噂されるほどの「変移抜刀霞切り」という技を編み出す。

### 百姓
権（ごん）
花巻村の農民の息子で、大柄で力の強い男。正助と共に活動し、正助の試みを支えてきた人物。正助と同じように人々の生活向上を考えるようになるが、段々と正助に頼り過ぎる人々を見て、もし正助が死んだらどうするのかという危機感から、自分自身も強くなろうと成長して行く。
小六（ころく）
花巻村の農民。娘のオミネを日置藩領主の側女にするための策略にはまり潰れ百姓となった挙句、凌辱されたオミネは自殺。侮辱されたと激昂する領主は、オミネの死体を切り刻み野ざらしにしてしまう。それを見た小六は発狂してしまい、以後、正助が養うようになる。
オミネ
小六の娘。竜之進の恋人であり、正助が密かに恋焦がれる女性であったが、日置藩領主に凌辱されたことを苦に入水自殺してしまう。その後非人達の手により火葬され、骨だけになった姿を見た竜之進は絶望のあまり号泣した。正助は頭蓋骨をほら穴に安置した。
花巻村 庄屋（はなまきむら しょうや）
花巻村の庄屋。当初は正助を忌み嫌っていたが、利用する価値があると分かると途端に支えるようになった。農民と武士という関係の中では、武士寄りの発言をする。役人の言いなりで農民からの支持はそれほど無い。
竹間沢村 庄屋（ちくまざわむら しょうや）
竹間沢村の庄屋。正助に読み書きを教える。正助の良き理解者であり支持者だが、武士からの圧力に抵抗するほどの力は持たない。
ダンズリ
正助の父で、花巻村の下人。村で一番足の速い男。当初は非人を差別していたが、正助の影響で改心してゆく。息子を信頼し、弾圧に屈しない強い意志を持っている。正助が百姓に禁じられている読み書きをしている所を花巻村庄屋に見つかった時に自分で指を数本切り落としている。
シブタレ
花巻村の農民。密告された事により父を失った過去を持っている。農民の行動を監視し何かあると直ちに代官等に密告する嫌われ者だったが、正助の影響で次第に農民の立場に目覚めていく。
苔丸（こけまる）
玉手村の下人。蚕を飼って生計を立てていたが、一揆を起こし失敗したことから人相を変えるため顔に傷を付けて非人に身をやつし「スダレ」とあだ名されるようになる。正助の最大の理解者の1人であり支持者。
五郎（ごろう）
竹間沢村の農民で末っ子でガキ大将。権達とは少年時代からのケンカ友達。権と違い末っ子なので一人娘のアケミの婿に強引になった。
アケミ
花巻村の百姓代、武助の一人娘。百姓の中では多少読み書きが出来、正助を色仕掛けで落とそうとする気の強い女。権とは相思相愛だったがそれぞれ長男と一人娘のため家の存続のために結ばれず、五郎を婿に迎えることになった。最初は五郎とは仲が悪かったが、のちに仲の良い夫婦になる。

### 非人
横目（よこめ）
日置藩一帯の部落を仕切っている非人頭。橘軍太夫の手先となり、非人でありながら庄屋並みの高待遇を受けている。カムイに一目置いており、自分の配下にしたがっているが結局は拒まれ、あげくカムイと対峙した際に重傷を負った。鎖鎌の使い手で武術者。
サエサ
横目の娘。カムイの強さに惚れており、その情熱のあまり自らも忍者となった。諜報活動を行いながら神出鬼没のカムイを追い続けている。父・横目からカムイを諦めるよう諭されるが、まったく聞く耳を持たない。
キギス
横目の下人。自らの立場上、サエサを「おじょうさん」と呼んでいるが、実のところ横目の嫡子であり、サエサの兄であった。そうとは知らないサエサに片目を抉り取られてしまう。カムイの姉ナナを崇拝しており、武士の手先となり非人や百姓たちの仲を裂こうとする横目に不信感を抱くようになる。
タブテ
夙谷部落の非人で、カムイを崇拝していた。後に仁太夫（にだゆう）と名乗り、江戸こじきの大頭になってからは日置藩の非人に大きな力を行使するようになる。
弥助（やすけ）
カムイの父で、夙谷部落の小頭。罪人の処刑や牛馬の死体処理など、人が嫌う仕事を請け負う部落民の掟に従いながら生きている。妻を亡くし、男手一つで子供を養っていたが、息子のカムイ（弟）が処刑されるなど、過酷な日々を過ごす。
ナナ
カムイの姉であり、正助の妻。正助との愛をつらぬき結ばれるが、厳しい身分差別のため正式な妻としては認められていない。正助を信じ、厳しい現実に耐え忍びながら生きている。
カサグレ
無人流の達人。橘一馬を川底から拾い、無人流をスパルタ教育で覚えさせた。かたわであり非人でもあったため、自分から世に出るのではなく自身の分身として成長させた人物がどのようになるかを生き甲斐にしていた。玄蕃の師匠でもあるが拳銃で撃たれてしまう。竜之進にも密かに無人流を教えていた。

### 忍者
赤目（あかめ）
伊賀忍者でありカムイの師匠。作者に『怪物的な忍び』と語らせるほどの凄腕だったが、非情になりきれぬ己を悟って「抜け忍」となり、忍びの掟によりカムイをはじめとする忍者衆から追われる羽目に。しかし天才忍者と評されるカムイでさえ赤目を倒すことはできなかった。普段は夢屋の番頭の市（いち）と名乗って生活している。
搦の手風（からみのてぶり）
幕府隠密団の小頭。カムイを窮地に追い込むほどの技を持つ凄腕忍者。日置藩の謎を追いつつ、カムイ抹殺の命を受け暗躍していたが、のちに嫌々ながらカムイの協力者にならざるを得ない立場に追い込まれてしまう。
風のトエラ（しなどのトエラ）
カムイの兄弟子で、十種の忍術を会得する伊賀忍者。「山陰（やまかげ）」という技を得意とする。忍の掟に翻弄される下忍という自らの立場に疑問を持ち、抜け忍となってしまう。カムイと互角に渡り合えるほどの凄腕。
百舌の爺（もずのじい）
表向き日置藩鷹匠で忍びの里への連絡員でもある。カムイはここから忍びの世界に入り、犬番として日置藩の鷹狩りに参加することもある。

### 商人
夢屋 七兵衛（ゆめや しちべえ）
資本力で階級社会の楔さえも越えようとするスケールの大きな商人。流刑に処されていたとき赤目と出会い、己の頭脳と彼の行動力を柱にして資本の拡大を図っていく。赤目と2人だけのときは、「七さん」「市さん」と呼び合っている。
蔵屋（くらや）
日置藩の御用商人。莫大な利益を上げるが、途中から経営に失敗し、大きな赤字を出した。そして資本が無くなったため、農民の生産物を安値で買い叩こうとしたが、暴動が起きた。運上金などの献金も日置藩に出来なくなったため、徐々に力を弱める。後に夢屋と市場を争って負ける。最後は日置藩の藩札政策失敗の責任を全てなすりつけられ、打ち首にされた。
大蔵屋（おおくらや）
夢屋の代理商人。夢屋の名前を出さずして日置藩が生み出す利益を吸い上げようとした。仮に失敗しても、大蔵屋に全ての責任を押し付け、夢屋は無傷であろうとした。
イタミ屋（イタミや）
日置藩改易後に開業し百姓が開いた市を手中に収めたり代官などに媚を売ったりするあくどい商人。実は夢屋の隠し番頭。

### その他の人物
山丈（やまじょう）
山深くに住む野人化した大男。まだ幼きカムイを抱きかかえ「カムイ!」と歓喜の雄叫びを上げた。
クシロ
海を愛する漁民の青年。漁師の伝統を廃し企業化しようとする夢屋に敵意を抱いており、「金は人を腐らせる」として武士や商人を嫌っている。その頑固すぎる強い意志は、時に愛する人を失うことにもなった。キクと相思相愛の仲。
キク
流人の娘で隠れキリシタン。夢屋の養女。漁師が起こした一揆をかばい自ら捕縛されるが、後にクシロに救出される。他のキリスト教徒を救うため苦渋の決断のすえ踏み絵を行った。聖母マリアの再来とさえ言われた。

## その他
- しりあがり寿がオマージュとして自身の作品の中で、『カムイ伝』を想起させるキャラクターや台詞をパロディ化してしばしば引用している。
- 手塚治虫原作の劇場用アニメ『クレオパトラ』にカムイがゲスト出演している。